# Bailleul-sur-Thérain
Bailleul-sur-Thérain és un municipi francès, situat al departament de l'Oise i a la regió dels Alts de França. L'any 2007 tenia 2.150 habitants.

## Demografia

### Població
El 2007 la població de fet de Bailleul-sur-Thérain era de 2.150 persones. Hi havia 787 famílies de les quals 162 eren unipersonals (62 homes vivint sols i 100 dones vivint soles), 250 parelles sense fills, 300 parelles amb fills i 75 famílies monoparentals amb fills.
La població ha evolucionat segons el següent gràfic:
Habitants censats

### Habitatges
El 2007 hi havia 873 habitatges, 800 eren l'habitatge principal de la família, 19 eren segones residències i 54 estaven desocupats. 691 eren cases i 181 eren apartaments. Dels 800 habitatges principals, 536 estaven ocupats pels seus propietaris, 247 estaven llogats i ocupats pels llogaters i 17 estaven cedits a títol gratuït; 34 tenien una cambra, 39 en tenien dues, 136 en tenien tres, 223 en tenien quatre i 368 en tenien cinc o més. 531 habitatges disposaven pel capbaix d'una plaça de pàrquing. A 306 habitatges hi havia un automòbil i a 403 n'hi havia dos o més.

### Piràmide de població
La piràmide de població per edats i sexe el 2009 era:
| Homes | Edats   | Dones |
| ----- | ------- | ----- |
| 0     | 95 o +  | 0     |
| 0     | 90 a 94 | 0     |
| 4     | 85 a 89 | 8     |
| 12    | 80 a 84 | 16    |
| 8     | 75 a 79 | 16    |
| 4     | 70 a 74 | 12    |
| 40    | 65 a 69 | 28    |
| 28    | 60 a 64 | 32    |
| 40    | 55 a 59 | 16    |
| 88    | 50 a 54 | 76    |
| 60    | 45 a 49 | 92    |
| 56    | 40 a 44 | 64    |
| 72    | 35 a 39 | 68    |
| 68    | 30 a 34 | 56    |
| 84    | 25 a 29 | 68    |
| 48    | 20 a 24 | 60    |
| 60    | 15 a 19 | 68    |
| 100   | 10 a 14 | 60    |
| 72    | 5 a 9   | 76    |
| 68    | 0 a 4   | 56    |

## Economia
El 2007 la població en edat de treballar era de 1.429 persones, 1.054 eren actives i 375 eren inactives. De les 1.054 persones actives 942 estaven ocupades (512 homes i 430 dones) i 111 estaven aturades (53 homes i 58 dones). De les 375 persones inactives 139 estaven jubilades, 130 estaven estudiant i 106 estaven classificades com a «altres inactius».

### Ingressos
El 2009 a Bailleul-sur-Thérain hi havia 757 unitats fiscals que integraven 2.083 persones, la mediana anual d'ingressos fiscals per persona era de 18.067 €.

### Activitats econòmiques
Dels 51 establiments que hi havia el 2007, 2 eren d'empreses extractives, 1 d'una empresa alimentària, 1 d'una empresa de fabricació de material elèctric, 6 d'empreses de fabricació d'altres productes industrials, 6 d'empreses de construcció, 15 d'empreses de comerç i reparació d'automòbils, 2 d'empreses de transport, 3 d'empreses d'hostatgeria i restauració, 1 d'una empresa d'informació i comunicació, 1 d'una empresa financera, 4 d'empreses de serveis, 2 d'entitats de l'administració pública i 7 d'empreses classificades com a «altres activitats de serveis».
Dels 14 establiments de servei als particulars que hi havia el 2009, 1 era una oficina de correu, 3 tallers de reparació d'automòbils i de material agrícola, 1 paleta, 1 fusteria, 1 lampisteria, 2 electricistes, 1 empresa de construcció, 3 perruqueries i 1 restaurant.
Dels 4 establiments comercials que hi havia el 2009, 1 era una botiga de més de 120 m², 1 una botiga de menys de 120 m², 1 una botiga de material de revestiment de parets i terra i 1 una joieria.
L'any 2000 a Bailleul-sur-Thérain hi havia 3 explotacions agrícoles que ocupaven un total de 264 hectàrees.

## Equipaments sanitaris i escolars
El 2009 hi havia 1 farmàcia i 1 ambulància.
El 2009 hi havia una escola elemental.

## Poblacions més properes
El següent diagrama mostra les poblacions més properes.